# سالفاتوري توما
سالفاتوري توما (بالإيطالية: Salvatore Toma)‏ هو شاعر إيطالي، ولد في 11 مايو 1951 في ماليي في إيطاليا، وتوفي بنفس المكان في 17 مارس 1987.